# Katherine Neville, hertuginde af Norfolk
Katherine Neville (ca. 1400 – sensommeren 1483) var en engelsk adelskvinde i Middelalderen, den tredje datter af Ralph Neville, 1. jarl af Westmorland, og hans anden hustru Joan Beaufort. Gennem sin mor var hun barnebarn af Johan af Gent.
Den 12. januar 1412 blev Katherine gift i en alder af 12 år med John Mowbray, 2. hertug af Norfolk (1392–1432). Deres eneste kendte barn var John de Mowbray, 3. hertug af Norfolk (1415–1461).
Katherine giftede sig for anden gang med Thomas Strangeways (ca. 1395 – før 1442), de fik 2 døtre:
- Joan Strangeways, der blev gift med Sir William Willoughby. Deres datter Cecily giftede sig med Edward Sutton, 2. baron Dudley.[4] De er bl.a. forfædre til Herbert Hoover.[5]
- Katherine Strangeways, der blev gift med Thomas Sutton de Clonard. De fik en søn, Nicholas Sutton de Clonard.[6]

Hun giftede sig for tredje gang med John, viscount Beaumont, der blev dræbt i 1460.
Hendes fjerde og sidste ægteskab var skændigt, kendt af samtidige  som det "djævelske ægteskab". Hun giftede sig med John Woodville, bror til dronning Elizabeth. Han var 19 år på tidspunktet for deres ægteskab, mens hun var 65. Ikke desto mindre overlevede hun ham, da han blev henrettet i 1469 efter Slaget ved Edgecote, på ordre fra hendes nevø Richard Neville, 16. jarl af Warwick, under et Lancaster-oprør mod Edvard 4. Hvorvidt hun blev tvunget ind i sit sidste ægteskab mod sin vilje er uklart, men de ubehagelige detaljer tilføjede den dybe modvilje mod dronningens familie blandt den herskende klasse, hvilket stærkt svækkede York-dynastiet.
Hun var stadig i live i 1483 efter at have overlevet alle sine børn. Hun blev sidst set offentligt ved kroningen af Richard 3.